# Sacculiphallus dyaka
Sacculiphallus dyaka är en insektsart som först beskrevs av Morgan Hebard 1922.  Sacculiphallus dyaka ingår i släktet Sacculiphallus och familjen vårtbitare. Inga underarter finns listade i Catalogue of Life.